# Воббія
Воббія (італ. Vobbia, ліг. Obbia) — муніципалітет в Італії, у регіоні Лігурія,  метрополійне місто Генуя.
Воббія розташована на відстані близько 410 км на північний захід від Рима, 23 км на північ від Генуї.
Населення — 419 осіб (2014).

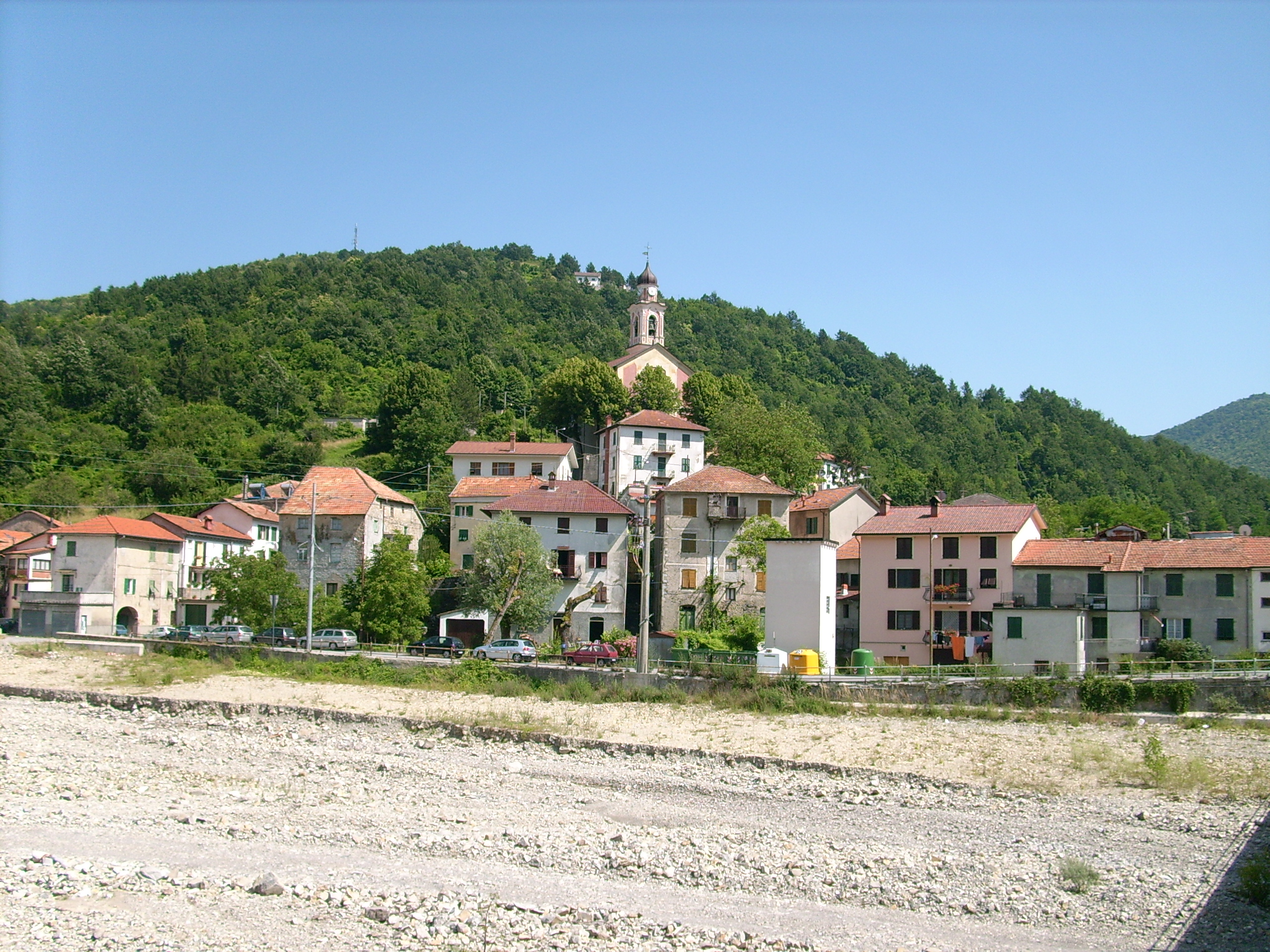

Щорічний фестиваль відбувається другої неділі серпня. Покровитель — Nostra Signora delle Grazie.

## Демографія
Населення за роками:

Станом на 1 січня 2023 року в муніципалітеті офіційно проживало 7 іноземців з 6 країн, серед них 2 громадяни країн Євросоюзу та 1 громадянин України.

## Сусідні муніципалітети
- Бузалла
- Каррега-Лігуре
- Крочефієскі
- Ізола-дель-Кантоне
- Монджардіно-Лігуре
- Вальбревенна